# 271 v.Chr.
Het jaar 271 v.Chr. is een jaartal volgens de christelijke jaartelling.

## Gebeurtenissen

### Italië
- Gaius of Kaeso Quinctius Claudus en Lucius Genucius Clepsina zijn consul in het Imperium Romanum.
- In Magna Graecia (Zuid-Italië) onderdrukken de Romeinen bij Rhegium een opstand van de Lucaniërs.

### Egypte
- Einde van de Eerste Syrische Oorlog, Ptolemaeus II Philadelphus sluit een wapenstilstand met Antiochus I Soter. De Egyptische vloot domineert het oostelijk Middellandse Zeegebied.

### Griekenland
- Antigonus II Gonatas herstelt de orde en onrust in Macedonië en Thessalië.

## Geboren
- Aratos van Sikyon (~271 v.Chr. - ~213 v.Chr.), Grieks staatsman en veldheer